# Okkult (Atrocity)
Okkult è il nono album in studio del gruppo musicale tedesco Atrocity, pubblicato il 22 aprile 2013 dalla Napalm Records.
A distanza di quasi 20 anni, il disco segna il ritorno del gruppo alle sonorità death metal delle sue prime produzioni, seppur combinato con elementi sinfonici e gotici.

## Tracce
1. Pandaemonium
2. Death by Metal
3. March of the Undying
4. Haunted by Demons
5. Murder Blood Assassination
6. Necromancy Divine
7. Satans Braut
8. Todesstimmen
9. Masaya
10. When Empires Fall to Dust
11. Beyond Perpetual Ice
12. La Voisine

## Formazione
Gruppo
- Alexander Krull – voce, programmazione, campionatore
- Sander van der Meer – chitarra, cori
- Thorsten Bauer – chitarra, basso, cori
- Joris Nijenhuis – batteria

Altri musicisti
- Katie Halliday – effetti
- Uwe Fichtner – cori
- Fullmoon Choir – cori
- Liv Kristine – cori
- Christel Fichtner – narrazione, cori
- Annette Nußbaum – violino
- Lingua Mortis Orchestra – orchestra